# Weltour
Weltour war ein polnisches Radsportteam.
Die Mannschaft Weltour wurde 2007 gegründet und besaß in diesem Jahr eine UCI-Lizenz als Continental Team, mit der sie hauptsächlich an Rennen der UCI Europe Tour teilnahm. Von 2001 bis 2003 fuhr auch eine Mannschaft unter dem Namen Weltour-Radio Katowice, welche aber mit dieser nichts zu tun hatte.
Manager war Wojciech Bartolewski, der von seinen Sportlichen Leitern Mariusz Mazur und Jan Gil unterstützt wurde. Betreiber war der Klub Sportowy Weltour in Lazy.
Ab 2010 sponserte Weltour ein anderes Continental Team mit Sitz in Dąbrowa Górnicza, die Mannschaft Romet Weltour Debiça.

## Erfolge in der Europe Tour 2007
| Datum    | Rennen                     | Fahrer         |
| -------- | -------------------------- | -------------- |
| 27. Juli | 4. Etappe Ungarn-Rundfahrt | Tomasz Leśniak |

## Team
| Name                | Geburtstag         | Nationalität | Team 2008  |
| ------------------- | ------------------ | ------------ | ---------- |
| Marcin Bartolewski  | 1. Juni 1988       | Polen        |            |
| Konrad Dulas        | 6. Februar 1988    | Polen        |            |
| Wojcieck Halejak    | 27. Juni 1983      | Polen        | DHL-Author |
| Bartlomiej Krezalek | 21. Januar 1988    | Polen        |            |
| Tomasz Leśniak      | 3. Oktober 1979    | Polen        |            |
| Mateusz Lysy        | 20. September 1987 | Polen        |            |
| Marek Maciejewski   | 6. Juni 1977       | Polen        |            |
| Hubert Nowak        | 15. April 1980     | Polen        |            |
| Łukasz Podolski     | 21. Mai 1980       | Polen        |            |
| Krzysztof Rzepecki  | 31. Dezember 1981  | Polen        |            |
| Wojciech Ziółkowski | 17. Oktober 1984   | Polen        |            |